# Nurwiańce
Nurwiańce (biał. Нурвянцы; ros. Нурвянцы) – wieś na Białorusi, w obwodzie witebskim, w rejonie brasławskim, w sielsowiecie Mieżany.

## Historia
W dwudziestoleciu międzywojennym ówczesna kolonia leżała w Polsce, w województwie nowogródzkim (od 1926 w województwie wileńskim), w powiecie brasławskim, w gminie Dryświaty.
Według Powszechnego Spisu Ludności z 1921 roku ówczesny folwark zamieszkiwało 70 osób, wszystkie były wyznania rzymskokatolickiego i zadeklarowały polską przynależność narodową. Było tu 6 budynków mieszkalnych. W 1931 zamieszkiwało tu 196 osób w 28 budynkach.
Miejscowość należała do parafii rzymskokatolickiej w Dryświatach. Podlegała pod Sąd Grodzki w Turmoncie i Okręgowy w Wilnie; właściwy urząd pocztowy mieścił się w Durświatach.